# Aabach (Greifensee)
Der Aabach (zur Unterscheidung von der gleichnamigen Ustermer Aa auch Mönchaltorfer Aa genannt) ist ein nicht schiffbarer Kleinfluss im Kanton Zürich. Er ist mit 11,2 Kilometer neben der Ustermer Aa einer der beiden Hauptzuflüsse des Greifensees. Die Mönchaltorfer Aa entspringt in 533 m Höhe im Feissiholz bei Herschmettlen nahe Bubikon. Der Bach fliesst auf seinem Weg nach Nordwesten durch Grüningen und Mönchaltorf und mündet dann in den Greifensee. Am Unterlauf bildet die Mönchaltorfer Aa die Grenze zwischen dem Gemeindegebiet von Mönchaltorf und Uster.
In seinem Mündungsgebiet in den Greifensee bildet der Aabach ein weiträumiges Delta. In diesem dehnt sich ein mit Schilf bewachsenes Moor aus, welches von Riedikon im Osten bis zur Badeanstalt Egg im Westen reicht und ein Natur- und Vogelschutzreservat sowie die »Naturstation Silberweide« beherbergt. Hier finden sich zahlreiche einheimische Amphibien- und Vogelarten. Unter anderem nisten im Aabachdelta Weissstörche.